# Conducte cístic
El conducte cístic és el tub curt que connecta la vesícula biliar i al final s'uneix al conducte hepàtic comú per formar el colèdoc o conducte biliar comú. En general, es troba al costat de l'artèria quística. És de longitud variable. Conté una "vàlvula espiral", que no ofereix molta resistència al flux de la bilis.